# Тажілде
Тажілде (порт. Tagilde; МФА: [tɐ.ˈʒiɫ.dɨ]) — парафія в Португалії, у муніципалітеті Візела. Розташована в північно-західній частині країни, на теренах історичної португальської провінції Дору-Міню. Входить до складу округу Брага. За адміністративним поділом, чинним до 1976 року, терени парафії були складовою провінції Міню. Належить до Бразької архідіоцезії Католицької церкви. Патрон — Ісус Христос. Площа — 2,7708 км². Населення — 1861 ос. (2011). Середньо урбанізований регіон. Густота населення — 671,65 осіб/км²
. Код — 031405.

## Населення
| Кількість мешканців | Кількість мешканців | Кількість мешканців | Кількість мешканців | Кількість мешканців | Кількість мешканців | Кількість мешканців | Кількість мешканців | Кількість мешканців | Кількість мешканців | Кількість мешканців | Кількість мешканців | Кількість мешканців | Кількість мешканців | Кількість мешканців |
| ------------------- | ------------------- | ------------------- | ------------------- | ------------------- | ------------------- | ------------------- | ------------------- | ------------------- | ------------------- | ------------------- | ------------------- | ------------------- | ------------------- | ------------------- |
| 1864                | 1878                | 1890                | 1900                | 1911                | 1920                | 1930                | 1940                | 1950                | 1960                | 1970                | 1981                | 1991                | 2001                | 2011                |
| 544                 | 491                 | 557                 | 545                 | 1 051               | 970                 | 1 091               | 704                 | 733                 | 817                 | 924                 | 1 104               | 1 373               | 1 777               | 1 861               |